# Lizette Carrion
Lizette Carrion (New York, 12 maart 1972) is een Amerikaans actrice.

## Biografie
Carrión werd geboren in New York als jongste van vier kinderen. Zij heeft gestudeerd aan de St. John's University in New York waar zij haar bachelor haalde in politicologie.

## Filmografie

### Films
- 2009 Wake – als Jane
- 2008 Family Man – als Stacey
- 2007 Law Dogs – als ??
- 2005 Crazylove – als Maria
- 2005 Shackles – als Rosa
- 2004 DeMarco Affairs – als Becky Schelfranik
- 2003 Untitled New York Pilot – als Anita
- 2002 The Big Time – als Lorraine
- 2001 Untitled Sisqo Project – als Rosie
- 1998 Bronx County – als ??

### Televisieseries
Uitgezonderd eenmalige gastrollen.
- 2008 – 2009 Law & Order: Special Victims Unit – als A.D.A. Kristen Torres – 2 afl.
- 2006 Dexter – als Shanda – 3 afl.
- 2005 Over There – als Esmeralda Del Rio – 12 afl.
- 2002 – 2004 The Division – als Jill Vandermay – 3 afl.
- 2000 – 2001 FreakyLinks – als Lan Williams – 13 afl.
- 1998 Brooklyn South – als Luce – 2 afl.

- Library of Congress Control Number: no2006079513
- Virtual International Authority File: 66228848
- WorldCat: E39PBJdgTgBc8FGmHwfgTjmPQq